# 1994年2月逝世人物列表
1994年逝世人物列表：1月 - 2月 - 3月 - 4月 - 5月 - 6月 - 7月 - 8月 - 9月 - 10月 - 11月 - 12月
1994年2月逝世人物列表，是用於匯總1994年2月期間逝世人物的列表。

## 依日期排序

### 1日
- 謝爾蓋·杜波夫，50歲，俄羅斯記者、出版商和企業家[1]
- 雷費里斯，73歲，北愛爾蘭足球運動員。[2]
- 居伊·勒弗朗，74歲，法國導演和編劇。[3]
- 約翰·利特爾約翰，62歲，美國電藍調吉他手[4]
- 喬·理查森，70歲，英國工黨政治家。
- 拉多萬·薩馬爾季奇，71歲，南斯拉夫/塞爾維亞歷史學家和學者。[5]
- 歐蘭・索爾，84歲，美國演員[6]

### 2日
- 曾遠榮，中國數學家
- 葉籟士，中國政治人物
- 史蒂夫·巴克萊，75歲，美國電影演員。[7]
- 讓·庫圖里埃，82歲，法國籃球運動員。[8]
- 瑪利亞·金布塔斯，73歲，立陶宛考古學家和人類學家。[9]
- 扎伊姆·伊馬莫維奇，73歲，波士尼亞民謠歌手，手風琴家和作家.[10]
- 奧托·基普斯，88歲，德國天主教神父。
- 中西陽一，76歲，日本政治家，石川縣知事。
- 約翰·雷華德，81歲，美國學者、作家和藝術史學家。[11]
- 威利·福特，89歲，美國福音音樂家和基督教傳教士。[12]
- 瑪麗·沃什伯恩，86歲，美國短跑運動員。[13]
- 阿諾娜·溫，90歲，澳大利亞-英國女演員、廣播員和歌手。

### 3日
- 阿納托利·亞歷山德羅夫，90歲，蘇聯和俄羅斯物理學家和學者。
- 羅伯托·阿莫羅索，83歲，義大利編劇和電影製片人。
- 拉夫·阿塔基希耶夫，68歲，蘇聯和亞塞拜然歌手和鋼琴家。
- 卡羅爾·博蘭德，79歲，美國教授、作家和演員，肺炎患者。
- 赫伯特·布斯曼，88歲，德裔美國數學家。
- 弗雷德里克·科普爾斯頓，86歲，英國羅馬天主教耶穌會神父、哲學家和歷史學家。[14]
- 尤斯蒂努斯·達莫胡諾，79歲，印尼羅馬天主教紅衣主教。
- 沃爾特·哈維格斯特，92歲，美國小說家、評論家、文學和社會歷史學家。[15]
- 艾伦·赫尔弗里奇，93歲，美國運動員和奧運冠軍。[16]
- 艾倫·金，85歲，蘇格蘭游泳運動員和奧運選手。[17]
- 派屈克·艾爾·瑪布魯克，65歲，法國中長跑運動員和奧運選手。[18]
- 勞爾·帕迪拉，75歲，墨西哥演員，心臟病發作。
- 葛蘭·韋德·索爾茲伯里，83歲，美國農業生物學家。
- 喬治·謝德羅維茨基，64歲，蘇聯和俄羅斯哲學家和方法學家。
- 戴爾·沃倫，54歲，美國音樂家。

### 4日
- 簡·阿伯，90歲，英國作家。[19]
- 佛瑞德·德·布魯恩，63歲，比利時公路自行車運動員。
- 布魯內托·布恰雷利-杜西，79歲，義大利政治家和地方法官。
- 貝德里·古爾索伊，92歲，土耳其足球運動員。
- 米哈伊爾·林格，35歲，蘇聯和俄羅斯中長跑運動員[20]
- 塞爾瑪·斯托瓦爾，74歲，美國政治家。

### 5日
- 赫尔曼·约瑟夫·阿布斯，92歲，德國銀行家，總理康拉德·阿登纳的顧問。[21]
- 班·恩東烏，72歲，奈及利亞畫家和雕塑家。
- 約阿希姆·哈盧普喬克，25歲，波蘭自行車賽車手[22]
- 蒂安娜·萊姆尼茨，96歲，德國歌劇女高音。[23]
- 喬治·紹爾，83歲，美式橄欖球運動員、教練和橄欖球主管。[24]
- 詹姆斯·F·沃克，80歲，美國平面藝術家。

### 6日
- 约瑟夫·科顿，88歲，美國演員[25]
- 諾曼·戴爾·瑪，74歲，英國指揮家、圓號演奏家和傳記作家[26]
- 菲利斯·格雷莫，92歲，義大利賽車手。[27]
- 羅斯·格裡姆斯利，71歲，美國職業棒球大聯盟球員。[28]
- 杰克·科比，76歲，美國漫畫家和作家[29]
- 歐蘿拉‧馬蒂根妮恩，93歲，亞美尼亞裔美國作家和女演員。
- 希爾達·西姆斯，75歲，美國舞台劇女演員[30]
- 伊格娜絲·斯特拉斯福格爾，84歲，波蘭鋼琴家，作曲家和指揮家[31]
- 路易斯·阿爾貝托·桑切斯，93歲，秘魯法學家、哲學家、作家和政治家[32]
- 格溫·沃特福德，66歲，英國女演員[33]

### 7日
- 小理查德·M·比塞爾，84歲，美國中央情報局官員。[34]
- 比利·布里斯科，97歲，英格蘭足球運動員。
- 勞倫斯·布朗，86歲，英國聖公會牧師。
- 豪爾赫·布魯姆·多坎托，83歲，葡萄牙電影導演和演員。
- 维托尔德·卢托斯瓦夫斯基，81歲，波蘭作曲家和指揮家。[35]
- 比爾·麥克唐納，77歲，美國籃球運動員。
- 斯蒂芬·米利根，45歲，英國政治家和記者
- 查理斯·萊斯利·理查森，85歲，英國陸軍軍官。
- 阿諾德·史密斯，79歲，加拿大外交官。
- 馬騰·弗羅利克，74歲，荷蘭社會主義政治家。[36]

### 8日
- 肯·G·霍爾，92歲，澳大利亞電影製片人和導演。[37]
- 安帕羅·奧喬亞，47歲，墨西哥創作歌手。
- 鮑勃·雷諾茲，79歲，美國橄欖球運動員。[38]
- 雷蒙德·斯科特，85歲，美國音樂家、唱片製作人和電子樂器發明者。[39]

### 9日
- 雷蒙德·A·黑爾，92歲，美國外交官和大使。[40]
- 路易士·考夫曼，88歲，美國小提琴家。[41]
- 蓋拉西姆·盧卡，80歲，羅馬尼亞超現實主義理論家和詩人[42]
- 雅米拉·諾沃特娜，86歲，捷克斯洛伐克和切赫女高音和女演員。[43]
- 霍華德·特明，59歲，美國遺傳學家和病毒學家[44]
- 巴德·威爾金森，77歲，美式橄欖球運動員、教練、廣播員和政治家。[45]

### 10日
- 梅爾·卡爾曼，62歲，英國漫畫家[46]
- 羅伯特·克雷波，93歲，法國國際象棋大師。
- 弗朗茨·约翰，83歲，德裔美國數學家。[47]
- 多米尼克·麥克格林西，39-40歲，愛爾蘭共和黨准軍事領導人[48]
- 奥古斯特·沃斯，77歲，蘇聯和拉脫維亞政治家。

### 11日
- 尼爾·邦內特，47歲，美國賽車手
- 索瑞爾·布克，64歲，美國演員[49]
- 威廉康拉德，73歲，美國演員[50]
- 約瑟夫·科代羅，76歲，巴基斯坦天主教神父。
- 保罗·费耶阿本德，70歲，奧地利科學哲學家[51]
- 梅賽德斯康波薩達，92歲，西班牙教育家、律師和無政府女權主義者。
- 蘇・門斯，61歲，瑞典演員。
- 安東尼奧·馬丁，23歲，西班牙公路自行車賽車手[52]
- 索爾·韋普林，66歲，美國律師和政治家，中風。
- 文森特·威格爾斯沃思，94歲，英國昆蟲學家。[53]

### 12日
- 查尔斯·克里奇菲尔德，83歲，美國數學物理學家。
- 雷·丹德里奇，80歲，美國黑人聯盟棒球運動員。[54]
- 伊佛爾·達瑞，76歲，美國異和聲音樂作曲家。
- 拉斐爾·杜蘭，82歲，西班牙演員。[55]
- 拉赫拉·費拉里，82歲，南斯拉夫和塞爾維亞女演員。
- 唐納德·賈德，65歲，美國極簡主義藝術家[56]
- 理查·盧伊特，78歲，英屬蓋亞那南非總督。
- 蘇·羅德里格斯，43歲，加拿大死亡權利活動家
- 卡爾·維爾茨，83歲，德國核物理學家。

### 13日
- 詹姆斯·艾奇森（James Aitchison），73歲，蘇格蘭板球運動員。[57]
- 林迈可，94歲，英國同行和學者。[58]
- 羅伯特·布魯姆，85歲，美國雙簧管演奏家、作曲家和編曲家。[59]
- 沃爾特·賈德，95歲，美國政治家和醫生。
- 穆斯塔法·薩利米，90歲，伊朗足球運動員和經理。
- 羅伯特·謝羅德，85歲，美國記者，編輯和作家[60]

### 14日
- 沈之岳
- 彼得羅·貝盧斯基，94歲，義大利裔美國建築師。[61]
- 安德烈·齐卡提洛，57歲，蘇聯連環殺手[62]
- 伊萬·喬達克，80歲，斯洛伐克足球運動員和教練。
- 吉恩·高德施米特，69歲，盧森堡公路自行車賽車手。
- 泰格·海恩斯，79歲，美國演員，電影和爵士音樂家。[63]
- 瑪格麗特·萊恩，87歲，英國記者、傳記作家和小說家。[64]
- 克里斯托弗·拉施，61歲，美國歷史學家、道德家和社會評論家[65]
- 亨利·米爾頓·泰勒，90歲，巴哈馬總督。

### 15日
- 理查·埃默里，75歲，美國演員[66]
- 弗蘭克·基托，90歲，澳大利亞律師和法官。
- 刘宁一，86歲，中國政治家。
- 安德烈亞·海涅曼·西蒙，84歲，美國民權活動家，歌手卡莉·西蒙的母親[67]

### 16日
- 諾爾·福爾，61歲，比利時公路自行車賽車手[68]
- 弗朗索瓦·馬蒂，89歲，法國天主教紅衣主教和巴黎大主教[69]
- 理查·奧凱恩，83歲，二戰期間美國海軍潛艇指揮官。[70]
- 鮑勃·C·萊利，69歲，美國教育家和政治家。
- 威格莫爾安，84歲，立陶宛裔美國整體健康從業者和自然療法師。[71]

### 17日
- 顏滄波
- 內維爾·布羅德里克，66歲，澳大利亞足球運動員。
- 亞歷山大·查科夫斯基，80歲，蘇聯/俄羅斯編輯和小說家。[72]
- 格雷琴·弗雷澤，75歲，美國高山滑雪運動員和奧運選手。[73]
- 羅薩里奧·加西亞·奧爾特加，82歲，阿根廷女演員。
- 奇曼比·帕特爾，64歲，印度政治家。
- 雷迪·希爾斯，42歲，美國記者和作家[74]
- 維爾瑪·瓦瑞，56歲，匈牙利鉛球運動員和奧運選手。[75]

### 18日
- 安娜瑪麗·阿克曼，80歲，德國政治家，聯邦議院議員。
- 露絲·阿德勒，49歲，英國女權主義者和人權活動家。[76]
- 蜜雪兒·杜蘭，93歲，法國演員、作家和編劇。
- 傑克·蓋瑟，90歲，美國橄欖球教練。[77]
- 戈皮·克里希納，58歲，印度舞蹈家，演員和編舞家
- 貝爾特蘭·阿方索·奧索里奧，75歲，西班牙同齡人和騎師。
- 羅伯特·H·朴，91歲，美國電氣工程師和發明家。
- 哈姆扎·辛瓦里，87歲，阿富汗普什圖語詩人。[78]
- 第二代泰德男爵約翰，67歲，英國貴族和化學家。
- 拉尔夫·泰勒，91歲，美國教育家。[79]
- 芭芭拉·威拉德，84歲，英國小說家

### 19日
- 約翰尼·漢考克斯，74歲，英格蘭足球運動員和經理。[80]
- 德里克·賈曼，52歲，英國電影導演、作家和同性戀權利活動家[81]
- 帕特里克·J·奧雷利，66歲，愛爾蘭政治家。
- 費奧多爾·奧迪諾科夫，81歲，蘇聯和俄羅斯演員。
- 維托里奧·里蒂，96歲，義大利裔美國作曲家。[82]
- 伊萬·西多連科，74歲，二戰期間的蘇聯狙擊手，蘇聯英雄。
- 伊扎克·伊扎基，57歲，以色列教育家和政治家。

### 20日
- 弗拉基米爾·德魯日尼科夫，71歲，蘇聯演員。[83]
- 馬利諾·治路拉米，80歲，義大利電影導演和演員。[84]
- 羅爾夫·雅各森，86歲，挪威作家。
- 維克多·帕拉，74歲，墨西哥演員和製片人。

### 21日
- 格爾達·亞歷山大，86歲，德裔丹麥教師和心理學家。
- 葉夫根尼·別利亞耶夫，67歲，俄羅斯男高音。[85]
- 奧斯卡·科拉佐，80歲，波多黎各激進分子。
- 霍玛·达拉比，54歲，伊朗兒科醫生，學術和政治活動家，自殺。
- 瑪麗·沃德·拉斯克，93歲，美國健康活動家和慈善家。[86]
- 約翰內斯·施坦因霍夫，80歲，二戰期間德國空軍戰鬥機王牌，北約官員。[87]

### 22日
- 約翰·亨利·克里奇，76歲，美國藍調小提琴家。[88]
- 漢斯·賀利曼，75歲，瑞士政治家。
- 洛麗·洛倫茨，73歲，德國卡巴雷特藝術家和單口喜劇演員[89]
- 亞諾·什帕普，68歲，匈牙利共產主義政治家，自殺。
- T.查拉帕蒂饒，73歲，印度電影音樂總監。
- 巴里·沃倫，60歲，英國演員。[90]
- 丹·扎罕姆，35歲，以色列行為藝術家，愛滋病相關腦癌。

### 23日
- 馬文·伯克，75歲，美國納斯卡賽車手。[91]
- 奧德·霍伊達爾，73歲，挪威政治家。
- 亚瑟·皮安塔多西，77歲，美國音響工程師
- 傑基·鮑爾，77歲，愛爾蘭田徑和蓋爾足球運動員。
- 曼弗雷多·塔夫里，58歲，義大利建築師、歷史學家、評論家和學者[92]

### 24日
- 阿利吉耶羅·布提，53歲，義大利概念藝術家。
- 莫德·邦尼，96歲，南非裔澳大利亞飛行員。[93]
- 烏爾里希·加布勒，80歲，二戰期間德國U艇總工程師。
- 羅伯特·格羅諾夫斯基，67歲，波蘭足球運動員和經理。
- 扬·勒普什内亚努，85歲，羅馬尼亞足球守門員。[94]
- 拉迪斯拉夫·姆尼亚奇科，75歲，斯洛伐克作家和記者。[95]
- 讓·薩布隆，87歲，法國歌手、詞曲作者、作曲家和演員。[96]
- 戴安娜索爾，77歲，美國歌手，女演員和電視名人[97]
- 休·泰菲爾德，65歲，南非板球運動員。

### 25日
- 馬文·J·阿什頓，78歲，美國政治家，作家，LDS教會的使徒。[98]
- 拉塞爾·布法利諾，90歲，義大利裔美國黑幫，心臟病發作。
- 吉維·克柯赫里，56歲，喬治亞足球運動員。[99]
- 巴魯克·戈德斯坦，37歲，美以大規模殺人犯和宗教極端分子，被毆打致死。
- 哈穆德·本·阿卜杜勒阿齊茲·沙特，47歲，沙特王室和商人。
- 澤西島喬·沃爾科特，80歲，美國拳擊手。[100]

### 26日
- Else Ahlmann-Ohlsen，86歲，丹麥擊劍運動員。[101]
- 塔里克·布格拉，75歲，土耳其記者、小說家和短篇小說作家。
- J·L·卡爾，81歲，英國小說家、出版商和怪人。[102]
- 索夫卡·多爾戈魯基，86歲，俄裔英國公主，作家和共產主義者。[103]
- 艾弗瑞·費雪，87歲，業餘小提琴家和慈善家。[104]
- 比爾·希克斯，32歲，美國單口喜劇演員、諷刺作家和音樂家[105]
- 利奧波德·科爾，84歲，奧地利裔美國經濟學家、法學家和政治學家。[106]
- 傑克·奧堤，73歲，澳大利亞足球運動員和教練。

### 27日
- 哈羅德·阿克頓，89歲，英國作家、學者和美學家。[107]
- 雷頓弗格森，85歲，加拿大政治家。
- 阿諾德·湯森德，81歲，英國板球運動員。[108]
- 托爾維格，77歲，挪威-瑞典古生物學家。

### 28日
- 奧利維爾·阿蘭，75歲，法國管風琴家、鋼琴家、音樂學家和作曲家。[109]
- 哈威·萊本斯坦，71歲，烏克蘭裔美國經濟學家。[110]
- 溥傑，86歲，中國清朝皇太子。
- 恩里科·瑪麗亞·薩萊諾，67歲，義大利演員，配音演員和電影導演[111]
- 吉米·史蒂文斯，74歲，瓦努阿圖民族主義者和政治家，胃癌。
- 於爾根·馮·阿爾滕，91歲，德國演員、編劇和電影導演。[112]
- 斯基皮·威廉斯，77歲，美國爵士男高音薩克斯手和音樂編曲家。[113]